# Межаре
Ме́жаре (латыш. Mežāre) — населённый пункт в Крустпилсском крае Латвии. Административный центр Межарской волости. Находится у автодороги E 22 (A12). Расстояние до города Екабпилса составляет около 26 км. По данным на 2015 год, в населённом пункте проживало 347 человек. Есть волостная администрация, начальная школа, дом культуры, почтовое отделение, фельдшерский и акушерский пункт, магазин. В селе расположена железнодорожная станция Межаре линии Крустпилс — Резекне II.

## История
В советское время населённый пункт являлся центром Межарского сельсовета Екабпилсского района. В селе располагалась центральная усадьба совхоза «Межаре».